# Rijnvoetbalkampioenschap 1922/23 (Zuid-Duitsland)
In 1922/23 werd het vijftiende Rijnvoetbalkampioenschap' gespeeld, dat georganiseerd werd door de Zuid-Duitse voetbalbond. De vier reeksen werden gehalveerd naar twee reeksen en ook dit jaar zou de helft van de clubs degraderen.
Phönix Ludwigshafen werd kampioen en plaatste zich voor de Zuid-Duitse eindronde. De kampioenen werden in één groep ingedeeld en Phönix werd gedeeld tweede achter SpVgg Fürth.  

## Bezirksliga

### Odenwald
| Plaats | Club               | Wed. | W  | G  | V  | Saldo | Ptn.  |
| ------ | ------------------ | ---- | -- | -- | -- | ----- | ----- |
| 1.     | FC Phönix Mannheim | 14   | 09 | 02 | 03 | 30:15 | 20:8  |
| 2.     | SV 1877 Waldhof    | 14   | 09 | 02 | 03 | 26:15 | 20:8  |
| 3.     | VfR Mannheim       | 14   | 09 | 01 | 04 | 30:17 | 19:9  |
| 4.     | VfTuR Feudenheim   | 14   | 07 | 03 | 04 | 22:25 | 17:11 |
| 5.     | VfL Neckarau       | 14   | 06 | 02 | 06 | 17:16 | 14:14 |
| 6.     | MFC 08 Lindenhof   | 14   | 03 | 05 | 06 | 16:18 | 11:17 |
| 7.     | SpVgg 07 Mannheim  | 14   | 03 | 01 | 10 | 17:30 | 07:21 |
| 8.     | SV Darmstadt 98    | 14   | 0  | 04 | 10 | 10:32 | 04:24 |

|  | Play-off finale |
|  | Degradatie      |

Play-off
| Team #1            | Tot.  | Team #2         | 1ste wed     | 2de wed |
| ------------------ | ----- | --------------- | ------------ | ------- |
| FC Phönix Mannheim | 6 - 1 | SV 1877 Waldhof | 0 - 0 (n.v.) | 1 - 0   |

### Palts
| Plaats | Club                     | Wed. | W  | G  | V  | Saldo | Ptn.  |
| ------ | ------------------------ | ---- | -- | -- | -- | ----- | ----- |
| 1.     | FC Phönix Ludwigshafen   | 14   | 11 | 01 | 02 | 40:7  | 23:5  |
| 2.     | FC Pfalz 03 Ludwigshafen | 14   | 09 | 03 | 02 | 26:15 | 21:7  |
| 3.     | Ludwigshafener FG 03     | 14   | 09 | 02 | 03 | 30:16 | 20:8  |
| 4.     | FC 1903 Pirmasens        | 14   | 07 | 03 | 04 | 35:26 | 17:11 |
| 5.     | FV Kaiserslautern        | 14   | 05 | 0  | 09 | 17:16 | 10:18 |
| 6.     | FV 1900/02 Frankenthal   | 14   | 04 | 01 | 09 | 17:28 | 09:19 |
| 7.     | VfR Kaiserslautern       | 14   | 02 | 03 | 09 | 17:36 | 07:21 |
| 8.     | VfB Zweibrücken          | 14   | 02 | 01 | 11 | 13:38 | 05:23 |

|  | Geplaatst voor finale |
|  | Degradatie            |

## Finale
Heen
|                 |                        |       |                    |                       |
| 4 februari 1923 | FC Phönix Ludwigshafen | 4 - 1 | FC Phönix Mannheim | Ludwigshafen am Rhein |
| 4 februari 1923 |                        |       |                    | Ludwigshafen am Rhein |

Terug
|                  |                    |       |                        |          |
| 11 februari 1923 | FC Phönix Mannheim | 1 - 3 | FC Phönix Ludwigshafen | Mannheim |
| 11 februari 1923 |                    |       |                        | Mannheim |